# Пам'ятки архітектури Липовецького району
У Липовецькому районі Вінницької області під охороною держави знаходиться  10 пам'яток архітектури і містобудування, з них 4 - національного значення. 
| Пор. №                 | Найменування пам'ятки          | Датування              | Місцезнаходження                        | Охорон-ний номер       | Дата та № рішення взяття на облік                      |
| Національного значення | Національного значення         | Національного значення | Національного значення                  | Національного значення | Національного значення                                 |
| ---------------------- | ------------------------------ | ---------------------- | --------------------------------------- | ---------------------- | ------------------------------------------------------ |
| с.Нападівка            |                                |                        |                                         |                        |                                                        |
| 1                      | Палац Тора Ланге               | п.18 ст.               | с. Нападівка, вул. Новоселів, 3         | 71/1                   | Постанова Ради Міністрів УРСР від 24.08.1963 р. № 970  |
| с. Нова Прилука        |                                |                        |                                         |                        |                                                        |
| 2                      | Церква Св.Трійці (зміш.)       | п.19 ст.               | с. Нова Прилука, вул. 1-го Травня, 35   | 967                    | Постанова Ради Міністрів УРСР від 06.09.1979 р. № 442  |
| с. Стара Прилука       |                                |                        |                                         |                        |                                                        |
| 3                      | Палац                          | п.20 ст.               | с. Стара Прилука, вул. Інтернаціональна | 966/1                  | -ІІ-                                                   |
| 4                      | Парк                           | п.20 ст.               | с. Стара Прилука, вул. Інтернаціональна | 966/2                  | -//-                                                   |
| Місцевого значення     |                                |                        |                                         |                        |                                                        |
| с. Косаківка           |                                |                        |                                         |                        |                                                        |
| 5                      | Церква Іоанна Богослова (дер.) | 1902-1915 рр.          | с. Косаківка, вул. Коцюбинського        | 12-Вн                  | Рішення виконкому облради нар. деп.від 17.02.83 №96    |
| с.Нападівка            |                                |                        |                                         |                        |                                                        |
| 6                      | Флігель мур                    | 19 ст.                 |                                         | 312-М                  | Розпорядження ОДА № 78 від 19.02.96 р                  |
| 7                      | Парк                           | 18. ст                 |                                         | 311-М                  | -//-                                                   |
| с. Нова Прилука        |                                |                        |                                         |                        |                                                        |
| 8                      | Комплекс земської лікарні      | п.20 ст.               | с. Нова Прилука, вул.1-го Травня,4      | 97-М                   | Рішення виконкому облради нар. деп.від 14.02.91 №43    |
| с. Стара Прилука       |                                |                        |                                         |                        |                                                        |
| 9                      | Церква                         | п.20 ст.               | с. Стара Прилука, вул. Інтернаціональна | 19-Вн                  | Рішення виконкому облради нар. деп.від 26.08.87р. №299 |
| смт. Турбів            |                                |                        |                                         |                        |                                                        |
| 10                     | Дмитрівська церква (дер.)      | д.п.19 ст.             | смт. Турбів, вул. Маяковського          | 98-М                   | Рішення виконкому облради нар. деп.від 14.02.91 №43    |

## Джерело
- [Архівовано 19 червня 2012 у Wayback Machine.] Пам'ятки Вінницької області